# جيمس مور (ملاكم)
جيمس مور (بالإنجليزية: James Moore)‏ مواليد 26 فبراير 1978 في مقاطعة ويكلاو، جمهورية أيرلندا، هو ملاكم أيرلندي يصنف ضمن فئة الوزن المتوسط بدأ مسيرته الاحترافية سنة 2005.

## إحصائيات
خاض خلال مسيرته 20 نزالا، فاز في 17 ولم يتعادل وخسر في 3. فاز بالضربة القاضية في 10 نزالا.

## روابط خارجية
- جيمس مور على موقع بوكس ريك (الإنجليزية) (registration required)